# Grattacielo

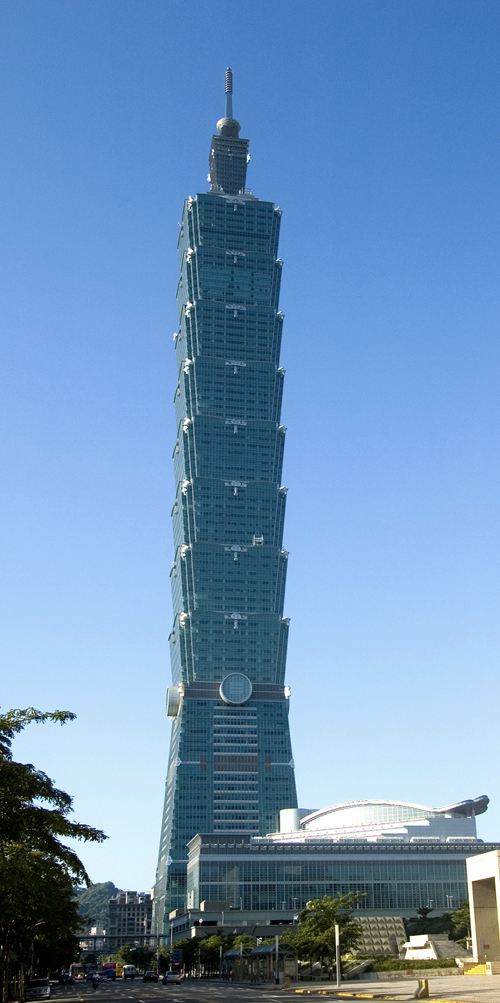
Vista del Taipei 101 di Taipei a Taiwan. Inaugurato nel 2003 e con un'altezza di 509,2 m.

Il grattacielo è un edificio a torre in cui è preponderante lo sviluppo verticale e con un notevole numero di piani; il termine deriva dall'inglese skyscraper, ("che gratta il cielo", utilizzata nel XVIII secolo per indicare gli alti alberi maestri che reggevano le vele nelle navi inglesi).
Storicamente, alla fine del XIX secolo, il termine si riferiva a edifici con almeno dieci piani, ma poi, con l'evoluzione tecnologica nel corso del XX secolo, il termine è stato impiegato per edifici più alti; per edifici di altezza superiore a 300 metri si usa il termine "supertall" mentre, quando si superano i 600 metri, si parla di "megatall".
La città con più grattacieli al mondo è Hong Kong, seguita da New York. Al 2015 sono presenti - sparsi per il mondo - un centinaio di edifici che superano i trecento metri dei quali oltre il 70% è situato in Asia.

## Storia

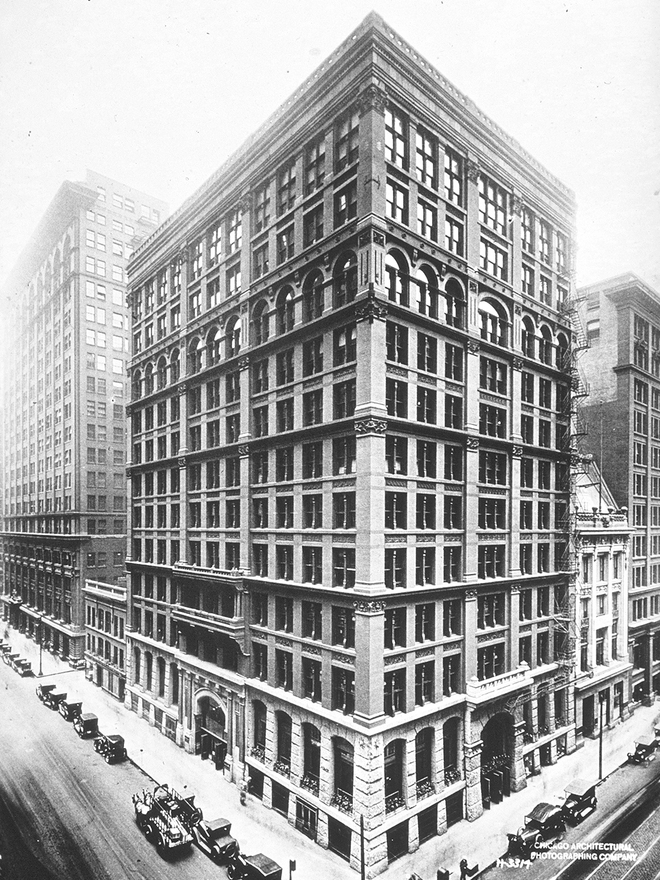
L'Home Insurance Building, il primo grattacielo della storia

Il termine "grattacielo" è stato usato per la prima volta alla fine del XIX secolo per intendere i palazzi alti più di 10 piani. Il primo grattacielo della storia fu l'Home Insurance Building di Chicago, alto 10 piani e costruito nel 1885.

### Primi grattacieli

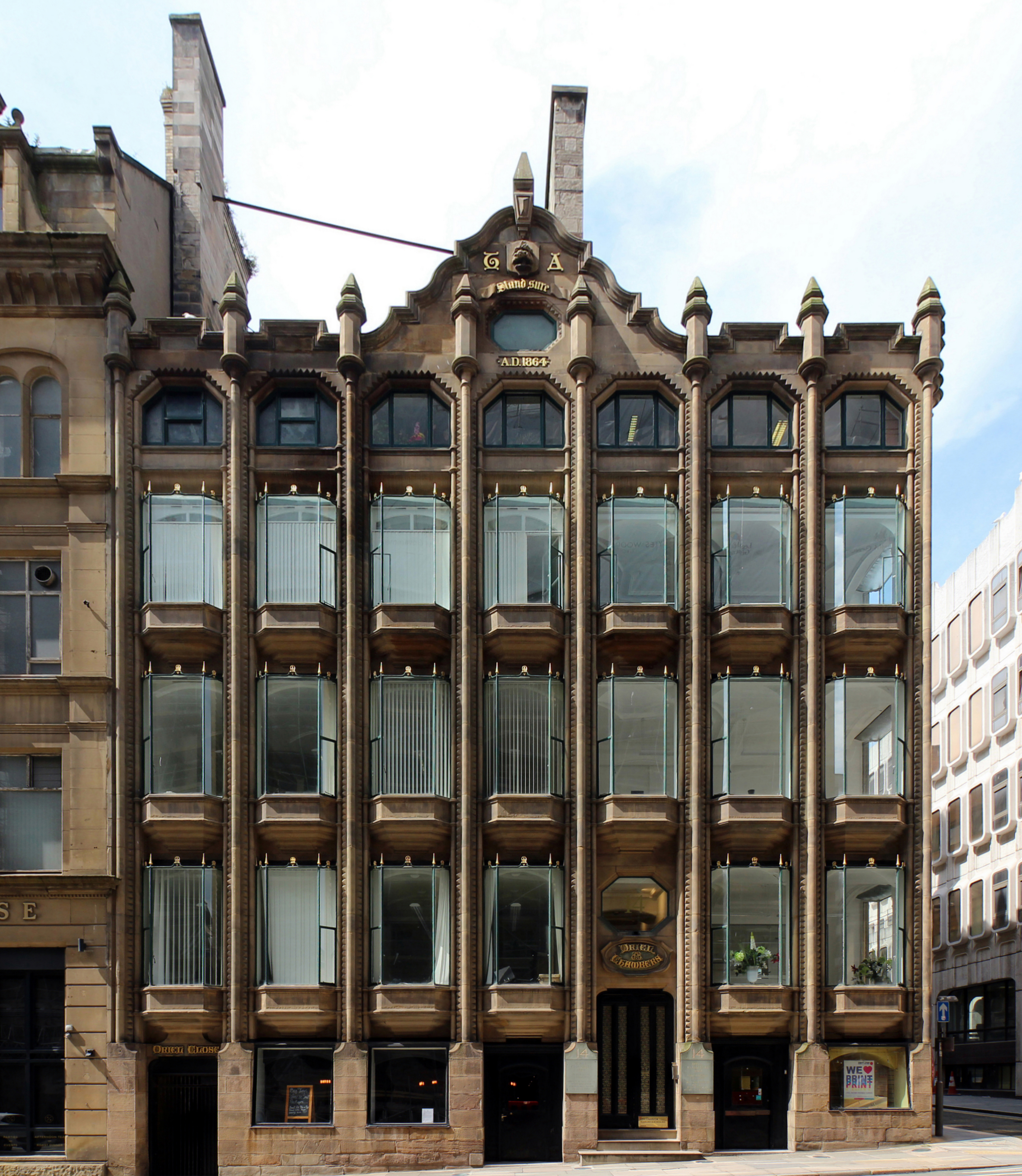
Costruito nel 1864, l'Oriel Chambers di Liverpool è il primo edificio al mondo con Facciata continua in vetro e struttura metallica. I montanti in pietra sono decorativi

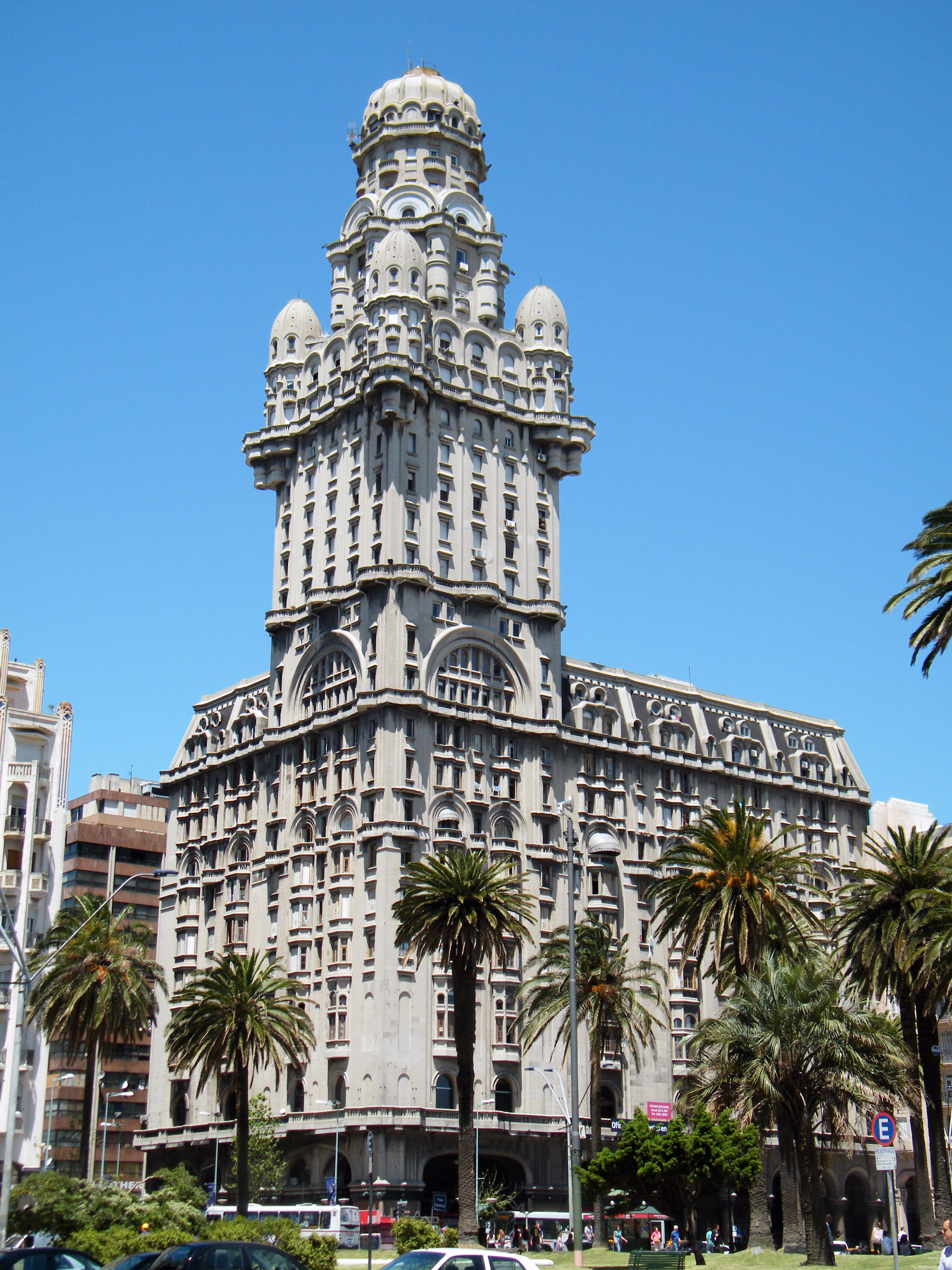
Al suo completamento nel 1928, il Palacio Salvo di Montevideo, con i suoi 100 m di altezza, era la struttura in cemento armato più alta.

Nel 1857, Elisha Otis introdusse l'ascensore di sicurezza presso l'E. V. Haughwout Building a New York City, consentendo un trasporto comodo e sicuro ai piani superiori degli edifici. Successivamente, Otis introdusse i primi ascensori commerciali per passeggeri nell'Equitable Life Building nel 1870, considerato da alcuni storici dell'architettura il primo grattacielo. Un altro sviluppo cruciale fu l'uso di una struttura in acciaio al posto di pietra o mattoni, altrimenti le pareti dei piani inferiori di un edificio alto sarebbero state troppo spesse per essere funzionali. Un primo sviluppo in questo ambito fu l'Oriel Chambers a Liverpool, in Inghilterra, costruito nel 1864. Era alto solo cinque piani. La Royal Academy of Arts afferma che "i critici dell'epoca rimasero inorriditi dai suoi 'grandi agglomerati di bolle di vetro sporgenti'. In effetti, fu un precursore dell'architettura modernista, essendo il primo edificio al mondo a presentare una parete continua in vetro con struttura metallica, un elemento di design che crea interni luminosi e ariosi e da allora è stato utilizzato in tutto il mondo come elemento caratterizzante dei grattacieli".
Ulteriori sviluppi portarono a quello che molti individui e organizzazioni considerano il primo grattacielo al mondo, l'Home Insurance Building di Chicago, un edificio di dieci piani, costruito tra il 1884 e il 1885. Sebbene la sua altezza originale di 42,1 m (138 piedi) non sia oggi considerata un grattacielo, fu un record per l'epoca. La costruzione di edifici alti negli anni '80 del XIX secolo diede origine al grattacielo come primo movimento architettonico, ampiamente definito Scuola di Chicago, che sviluppò quello che è stato definito Stile Commerciale.
L'architetto, il maggiore William Le Baron Jenney, creò una struttura portante a telaio. In questo edificio, un telaio in acciaio sosteneva l'intero peso delle pareti, anziché essere costituito da pareti portanti che sostenevano il peso dell'edificio. Questo telaio fu poi ricoperto da una cortina di pietra per motivi estetici. Questo sviluppo portò alla forma costruttiva dello "scheletro di Chicago". Oltre al telaio in acciaio, l'Home Insurance Building utilizzava anche sistemi ignifughi, ascensori e cablaggio elettrico, elementi chiave nella maggior parte dei grattacieli odierni.
Il Rand McNally Building di Burnham e Root, alto 45 m, a Chicago, nel 1889, fu il primo grattacielo interamente con struttura in acciaio, mentre il Wainwright Building di Louis Sullivan, alto 41 m, a St. Louis, Missouri, nel 1891, fu il primo edificio con struttura in acciaio con slanciate fasce verticali per enfatizzare l'altezza dell'edificio ed è quindi considerato il primo grattacielo dei primi anni del XX secolo. Nel 1889, la Mole Antonelliana in Italia era alta 197 metri.
La maggior parte dei primi grattacieli sorse nelle aree a corto di suolo di New York e Chicago verso la fine del XIX secolo.

### Grattacieli tra le due guerre
Preoccupazioni legate all'estetica e alla sicurezza antincendio avevano ostacolato lo sviluppo di grattacieli in tutta l'Europa continentale per la prima metà del XX secolo. Nel 1940, in Europa si contavano circa 100 grattacieli. Alcuni esempi sono la Witte Huis (Casa Bianca) del 1898 a Rotterdam, alta 43 m; il PAST Building (1906-1908) di Varsavia, alto 51,5 m; il Royal Liver Building a Liverpool, completato nel 1911 e alto 90 m; la Marx House a Düsseldorf del 1924 alta 57 m, la Borsigturm a Berlino alta 65 m, costruita nel 1924, la Hansahochhaus a Colonia, in Germania, alta 65 m, costruita nel 1925; le Kungstornen (Torri del Re) di 61 m a Stoccolma, in Svezia, costruite tra il 1924 e il 1925; l'Ullsteinhaus a Berlino, in Germania, alta 77 m, costruita nel 1927; l'Edificio Telefónica a Madrid, in Spagna, alto 89 m, costruito nel 1929; il Boerentoren di 87,5 m ad Anversa, in Belgio, costruito nel 1932; il Prudential Building di 66 m a Varsavia, in Polonia, costruito nel 1934; e la Torre Piacentini di 108 m a Genova, in Italia, costruita nel 1940.

### Grattacieli moderni
I grattacieli moderni sono costruiti con strutture in acciaio o cemento armato e facciate continue in vetro o pietra levigata. Utilizzano attrezzature meccaniche come pompe idrauliche e ascensori. Dagli anni '60, secondo il CTBUH (Council on Tall Buildings and Urban Habitat), il grattacielo è stato ripensato, passando dall'essere un simbolo del potere aziendale nordamericano a un simbolo che comunica il ruolo di una città o di una nazione nel mondo.

### Grattacieli nell'era di Stalin
La costruzione di grattacieli molto alti entrò in un periodo di stagnazione durato trent'anni nel 1930 a causa della Grande Depressione e della Seconda Guerra Mondiale. Poco dopo la fine della guerra, la Russia iniziò la costruzione di una serie di grattacieli a Mosca. Sette, soprannominati le "Sette Sorelle", furono costruiti tra il 1947 e il 1953; e uno, l'edificio principale dell'Università Statale di Mosca, fu l'edificio più alto d'Europa per quasi quattro decenni (1953-1990). Altri grattacieli in stile classicista socialista furono eretti nella Germania dell'Est (Frankfurter Tor), in Polonia (PKiN), in Ucraina (Hotel Moscow), in Lettonia (Accademia delle Scienze) e in altri paesi del blocco orientale. Anche i paesi dell'Europa occidentale iniziarono a consentire grattacieli più alti negli anni immediatamente successivi alla Seconda Guerra Mondiale. Tra i primi esempi si annoverano l'Edificio España (Spagna) e la Torre Breda (Italia).

### Grattacieli moderni nel dopoguerra
Nei primi anni '60, l'ingegnere strutturale bengalese-americano Fazlur Rahman Khan, considerato il "padre dei progetti tubolari" per i grattacieli, scoprì che la struttura dominante con telaio rigido in acciaio non era l'unico sistema adatto per gli edifici alti, segnando una nuova era nella costruzione di grattacieli in termini di sistemi strutturali multipli. La sua innovazione centrale nella progettazione e costruzione di grattacieli fu il concetto del sistema strutturale "a tubo", che includeva il "tubo incorniciato", il "tubo a capriata" e il "tubo fascio". Il suo "concetto di tubo", che utilizzava tutta la struttura perimetrale della parete esterna di un edificio per simulare un tubo a parete sottile, rivoluzionò la progettazione degli edifici alti. Questi sistemi consentono una maggiore efficienza economica,  e consentono anche ai grattacieli di assumere varie forme, non dovendo più essere rettangolari e a forma di scatola. Il primo edificio ad impiegare la struttura a tubo fu il condominio Chestnut De-Witt, considerato un importante sviluppo nell'architettura moderna. Questi nuovi progetti hanno aperto le porte all’economia per appaltatori, ingegneri, architetti e investitori, offrendo grandi quantità di spazio immobiliare su appezzamenti di terreno minimi.

### Grattacieli post-moderni
Le moderne pratiche edilizie riguardanti i super-grattacieli hanno portato allo studio della "vanity height". La vanity height, secondo il CTBUH, è la distanza tra il piano più alto e la sua sommità architettonica (escluse antenne, pennoni o altre estensioni funzionali). La vanity height è apparsa per la prima volta nei grattacieli di New York City già negli anni '20 e '30, ma i super-grattacieli si sono basati su queste estensioni inabitabili per circa il 30% della loro altezza, sollevando potenziali problemi di definizione e sostenibilità. L'attuale era dei grattacieli si concentra sulla sostenibilità, sui suoi ambienti costruiti e naturali, comprese le prestazioni delle strutture, i tipi di materiali, le pratiche di costruzione, l'uso minimo assoluto di materiali e risorse naturali, l'energia all'interno della struttura e un approccio olistico integrato ai sistemi edilizi. LEED è uno standard di bioedilizia attuale.
Dal punto di vista architettonico, con i movimenti del postmodernismo, del nuovo urbanesimo e della nuova architettura classica, affermatisi a partire dagli anni '80, un approccio più classico è tornato alla progettazione globale dei grattacieli, che rimane popolare ancora oggi. Esempi sono il Wells Fargo Center, la NBC Tower, Parkview Square, 30 Park Place, il Messeturm, le iconiche Petronas Towers e la Jin Mao Tower.

### Grattacieli contemporanei
Altri stili e movimenti contemporanei nella progettazione dei grattacieli includono l'organico, il sostenibile, il neofuturista, lo strutturalista, l'high-tech, il decostruttivista, il blob, il digitale, lo streamline, il neo-novità, il regionalismo critico, il vernacolare, il neo-art déco e il neo-storico, noto anche come revivalista.
Il 3 settembre è la giornata commemorativa mondiale dei grattacieli, chiamata "Skyscraper Day".
Gli sviluppatori di New York City si sono sfidati tra loro, con edifici via via più alti che si sono aggiudicati il titolo di "più alto del mondo" negli anni '20 e all'inizio degli anni '30, culminando con il completamento del Chrysler Building di 318,9 m nel 1930 e dell'Empire State Building di 443,2 m nel 1931, l'edificio più alto del mondo per quarant'anni. La prima torre del World Trade Center, alta 417 m, divenne l'edificio più alto del mondo nel 1972.

## Americhe

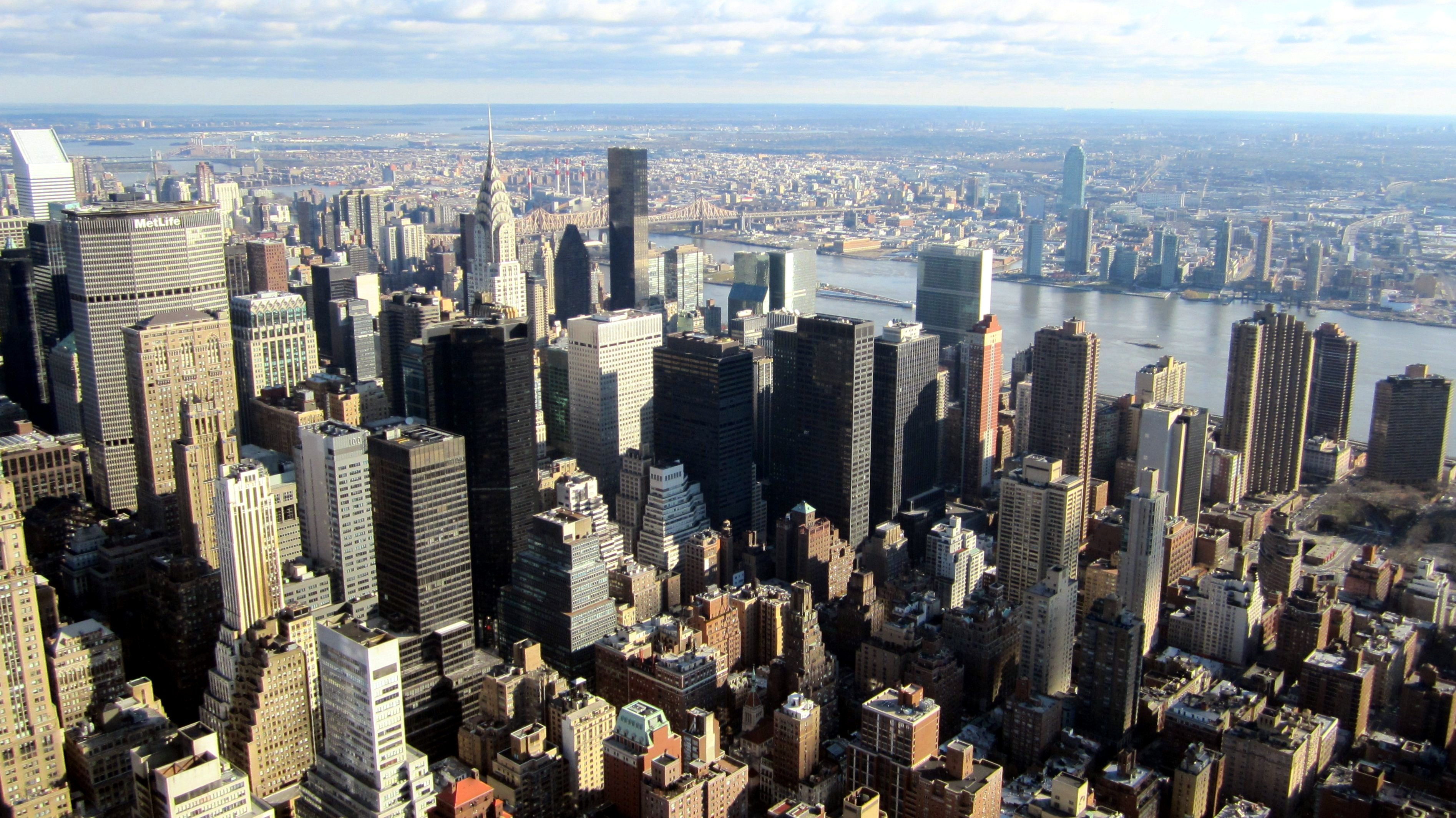
Veduta di Manhattan

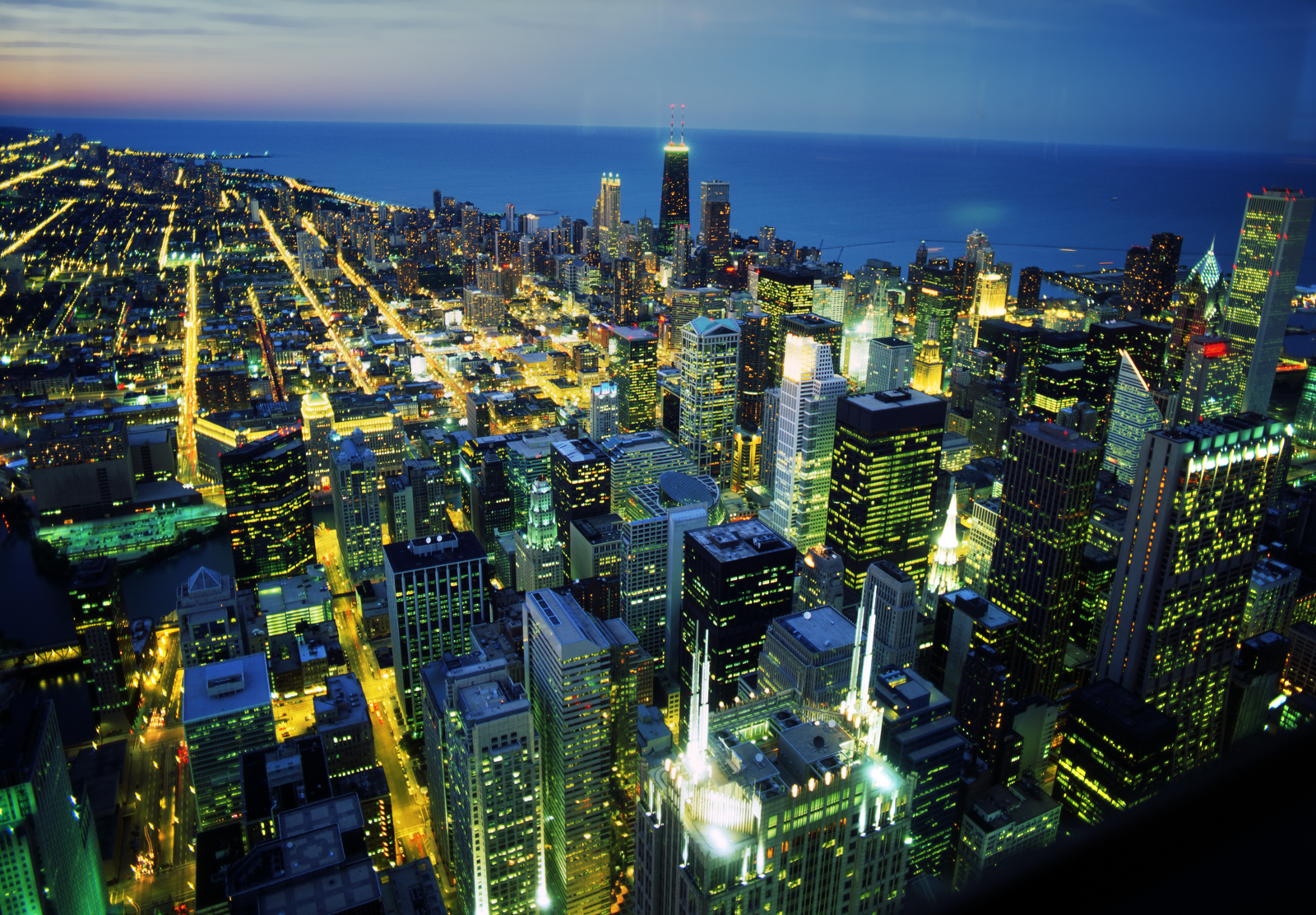
Veduta di Chicago

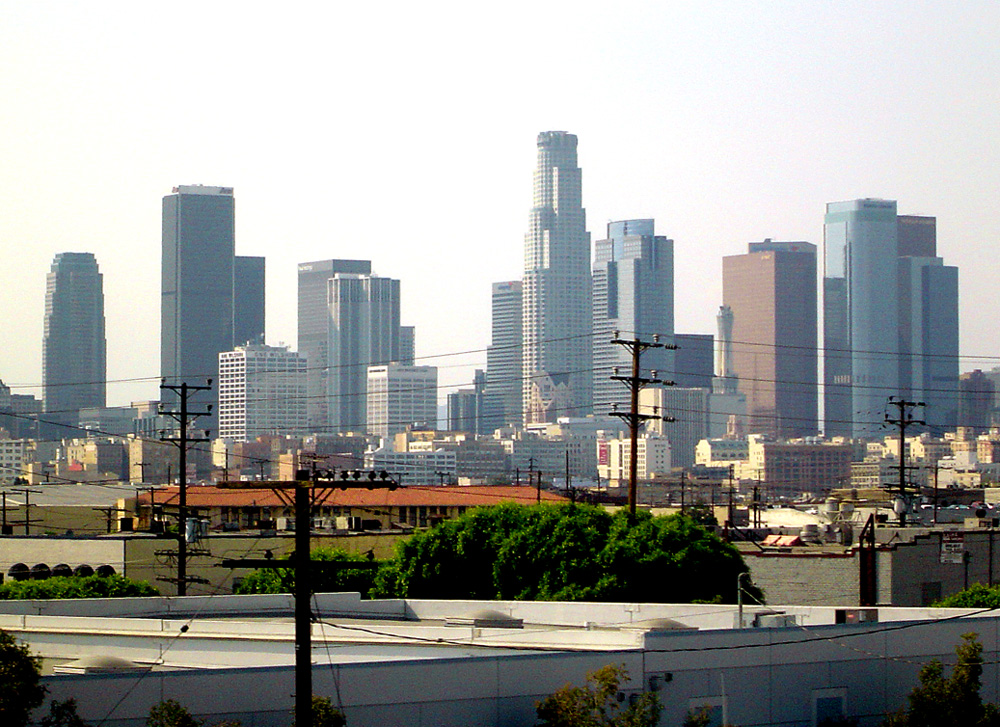
Skyline di Los Angeles

### Stati Uniti d'America
A partire dalla seconda metà del XIX secolo si ebbero le prime sperimentazioni strutturali volte a verificare la realizzazione di alti edifici su richiesta di imprenditori e finanzieri interessati a massimizzare l'uso delle aree nei centri urbani delle metropoli.
Si devono all'ingegnere William LeBaron Jenney, progettista del Home Insurance Building a Chicago e realizzato nel 1885, all'architetto Daniel Hudson Burnham (Masonic Temple, 1889-91 e Reliance Building, 1894, entrambi a Chicago), e a Louis Henry Sullivan, (Wainwright Building a Saint Louis, 1891; Guaranty Building a Buffalo, 1895) i primi esempi di alti edifici realizzati. Il tipo di edificio ebbe poi un grande sviluppo anche a New York. Grazie poi concorso indetto per la realizzazione del Chicago Tribune Tower (1922) e poi attraverso il RCA Building nel Rockfeller Center, New York, 1931-40), opere talmente complesse non solo da un punto di vista ingegneristico che spinsero a una ricerca di soluzioni tecnologiche sempre più d’avanguardia e a configurazioni architettoniche.
Da un punto di vista strutturale lo schema costruttivo si basava sull'uso del cemento armato o dell'acciaio, quest'ultimo materiale, a causa soprattutto della maggiore deformabilità delle strutture metalliche, spinse all'inserimento di controventamenti con pareti esterne a traliccio reticolare oppure con un nucleo centrale a torre in cemento armato o reticolare in acciaio.
La seconda rivoluzione industriale, con la scoperta di nuove macchine tecnologiche, favorì la costruzione di altissime torri nell'isola di Manhattan a New York. Questi edifici raggiunsero successivamente quote di centinaia di metri di altezza dal suolo superando anche i 100 piani (come nel caso dell'Empire State Building o delle Torri del World Trade Center).
All'inizio del XX secolo, a Manhattan vennero realizzati molti importanti esempi di grattacielo. Nella parte centrale di Manhattan vennero realizzati il Chrysler Building (1930, 319 metri, 77 piani), il Chanin Building (1927, 198 metri, 56 piani), il General Electric Building (1931, 195 metri, 50 piani), il American International Building (1932, 290 metri, 66 piani), il 500 Fifth Avenue (1932, 212 metri, 59 piani) e l'Empire State Building (1931, 448 metri, 102 piani). Nello stesso periodo altri edifici di imponenti dimensioni vennero costruiti anche nella parte meridionale dell'isola, nei pressi di Wall Street come il Woolworth Building (1913, 241 metri, 57 piani), il 40 Wall Street (1930, 283 metri, 70 piani), il Singer Building (1908, 187 metri, 47 piani) distrutto nel 1968 per far posto al più imponente One Liberty Plaza di 54 piani, alto 226 metri.

#### New York
New York è ben nota per i suoi grattacieli come l’Empire State Building, il Chrysler Building e il One World Trade Center, e anche per le Torri gemelle, distrutte a causa degli Attentati dell'11 settembre 2001. Per 36 anni l'Empire State Building fu l'edificio più alto del mondo, finché non venne superato dalla torre di Ostankino; New York riottenne il primato quando la Torre nord del World Trade Center fu inaugurata nel 1973, ma lo perse di nuovo nel 1974 dalla Willis Tower di Chicago.

#### Chicago
La storia dei grattacieli di Chicago inizia nel fine ottocento con edifici più alti di 35 metri come l'Home Insurance Building, considerato il primo grattacielo al mondo. Nel 1974, quando fu completata la Sears Tower, ora ribattezzata Willis Tower, la città ebbe il primato del grattacielo più alto del mondo, ma lo perse nel 1994 al completamento delle malesi Torri Petronas.

#### San Francisco

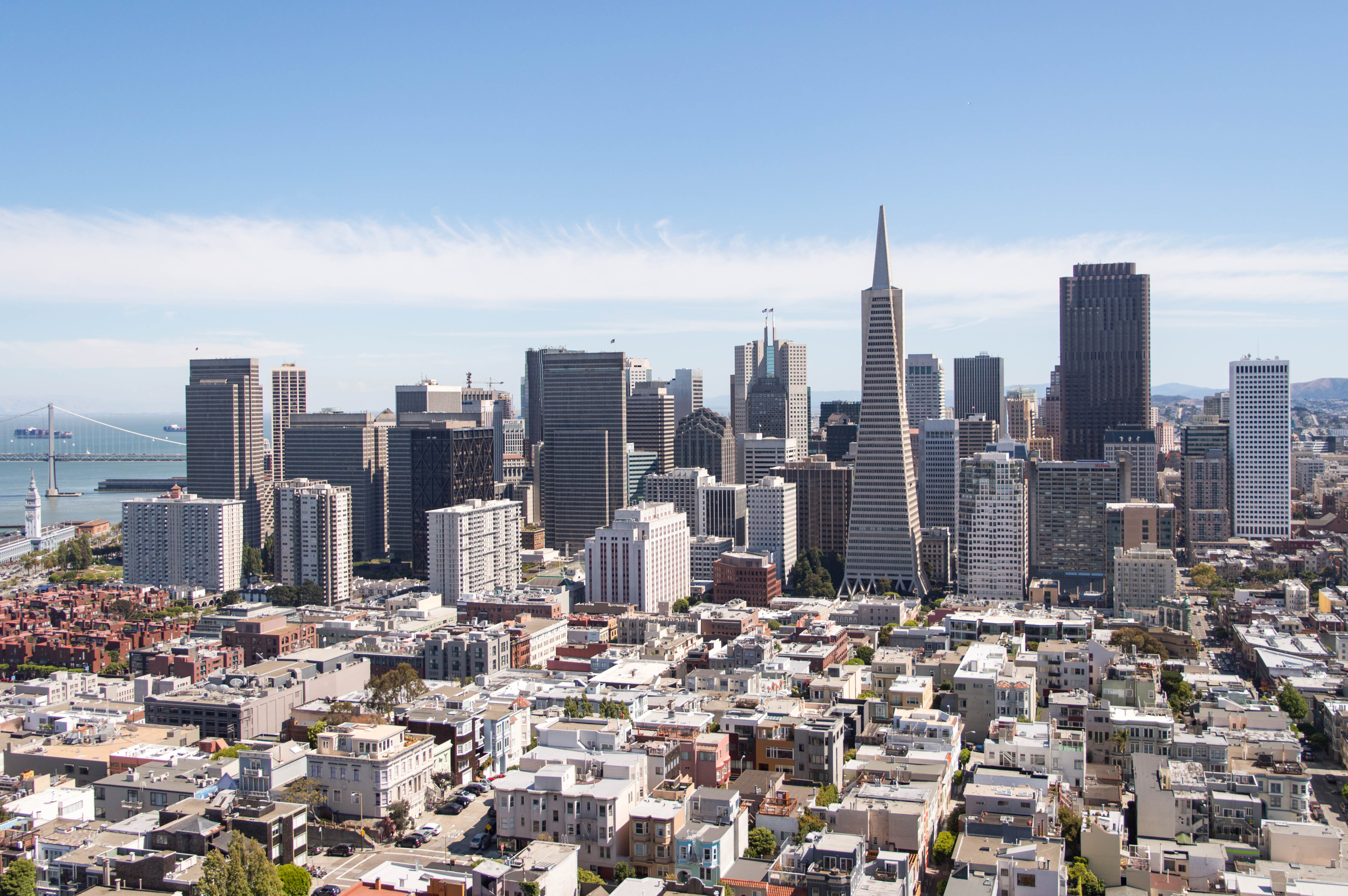
Skyline San Francisco

### Canada

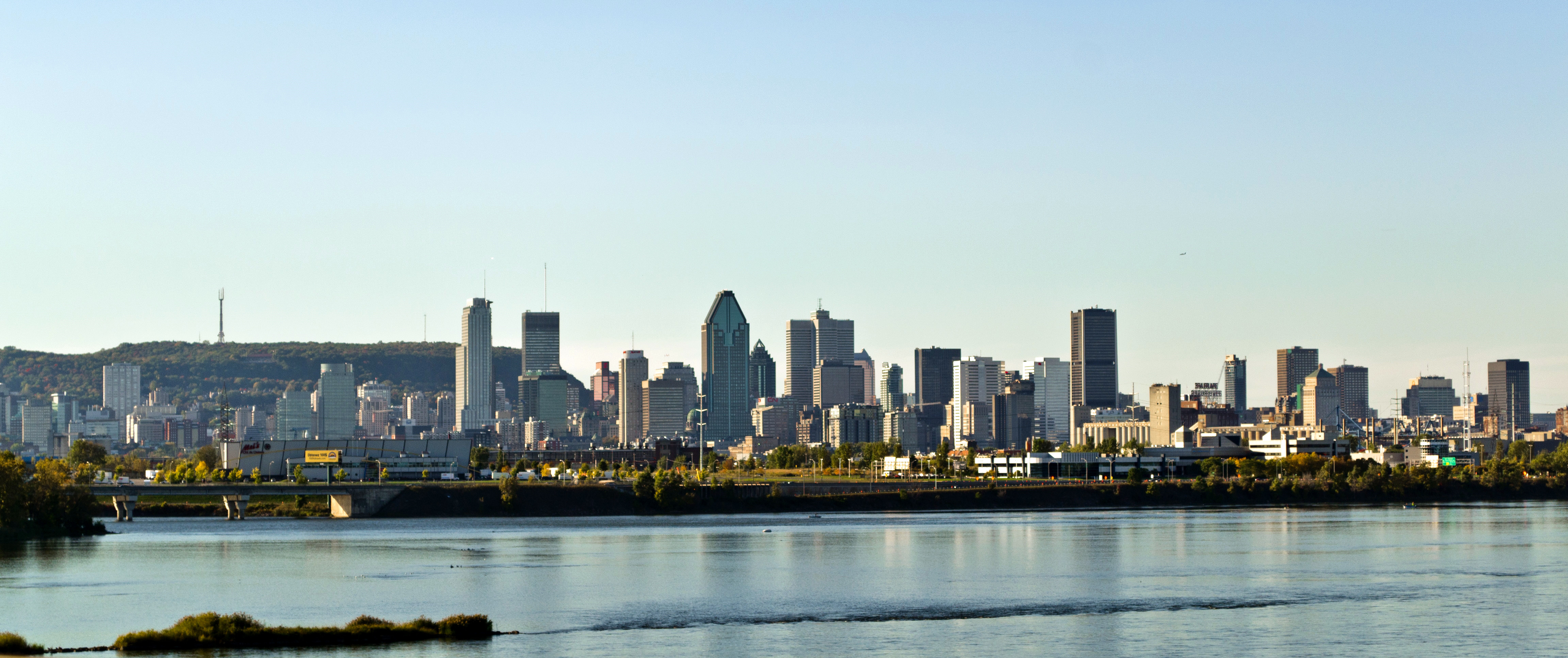
Skyline di Montréal

### Messico

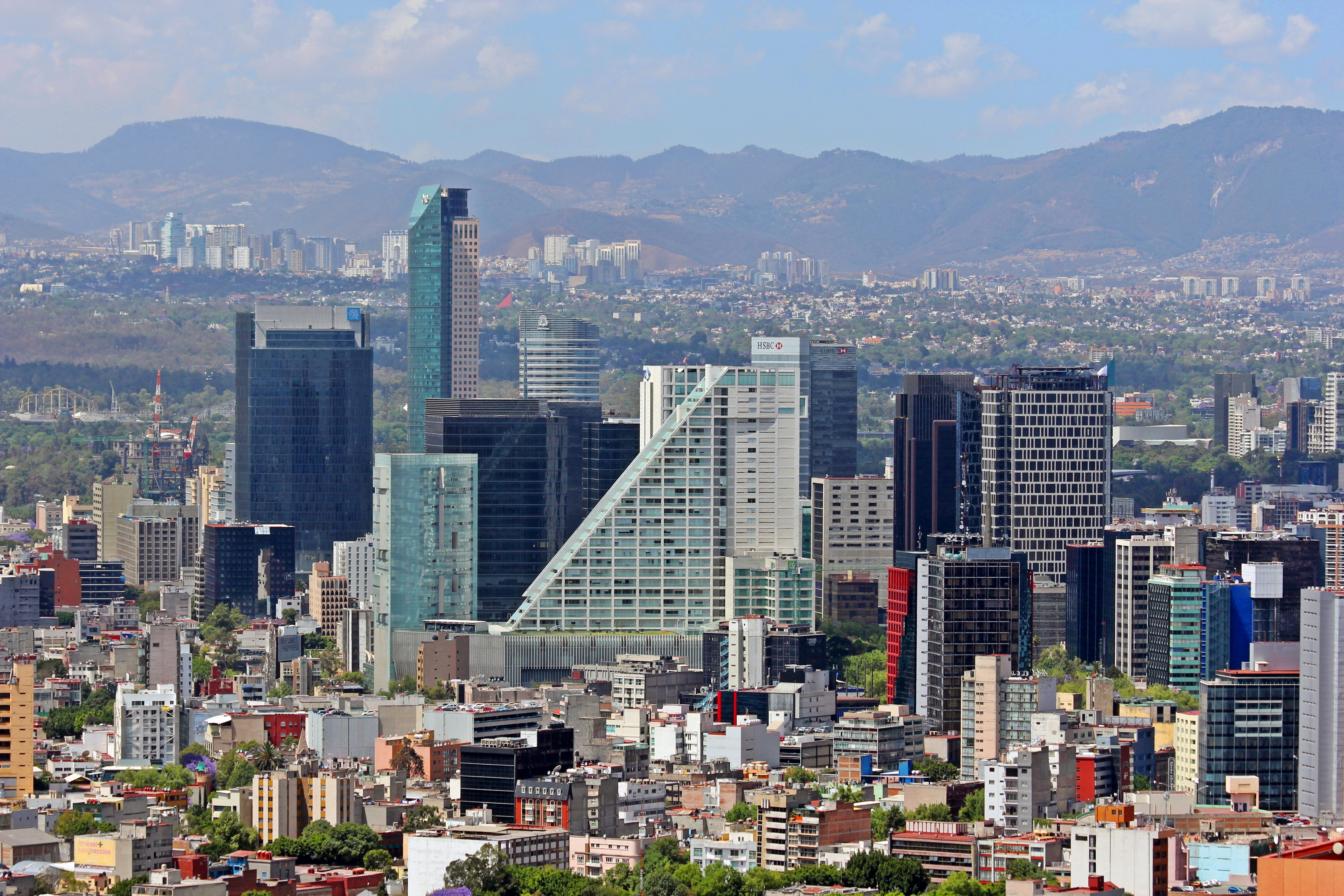
Skyline di Città del Messico

### Panama

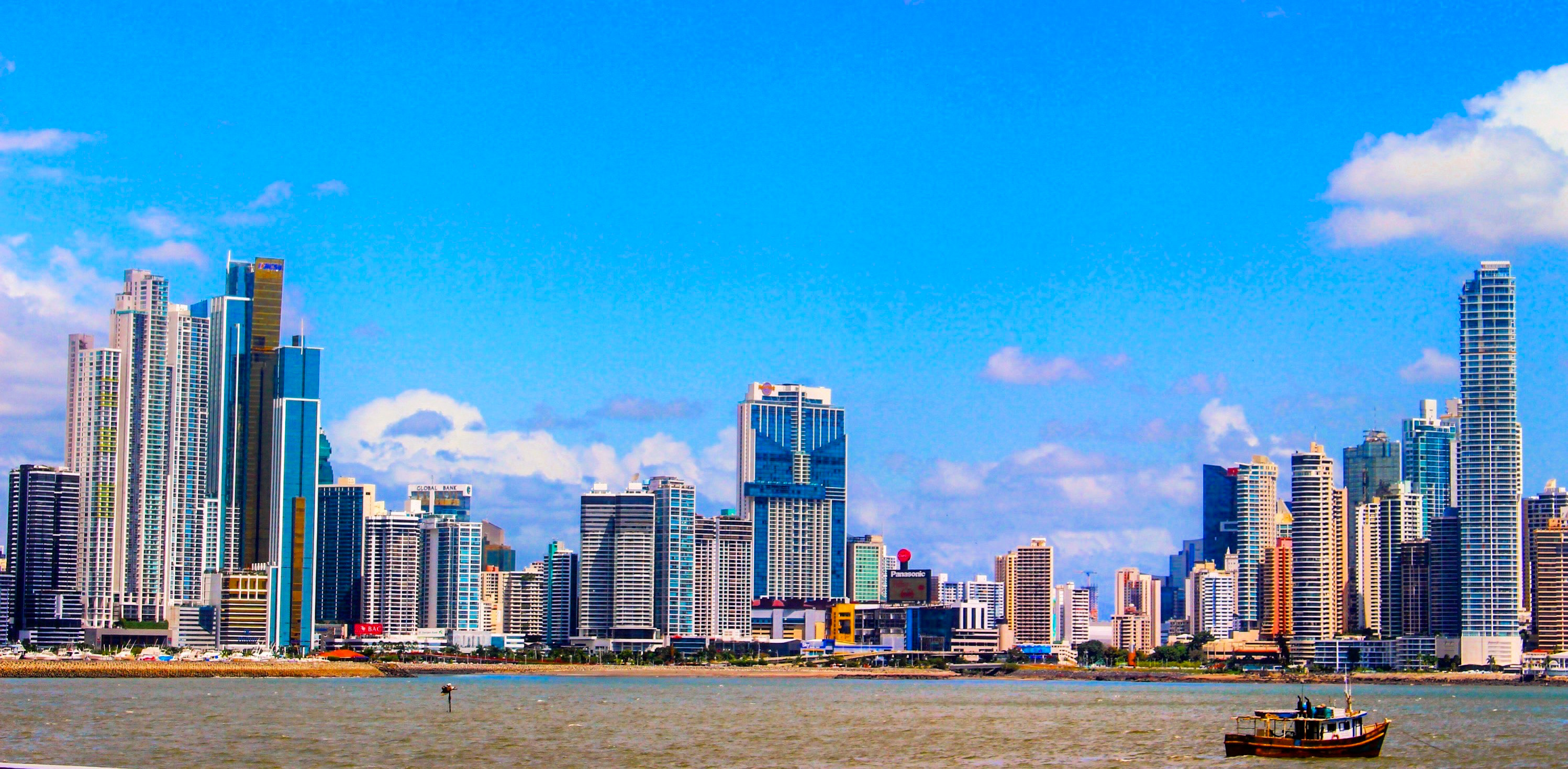
Skyline di Panama

## Europa
In Europa la realtà di grattacielo arrivò dopo rispetto a paesi come Stati Uniti, ma si è avviata, soprattutto negli ultimi anni, la costruzione di nuove strutture all'avanguardia.

### Russia

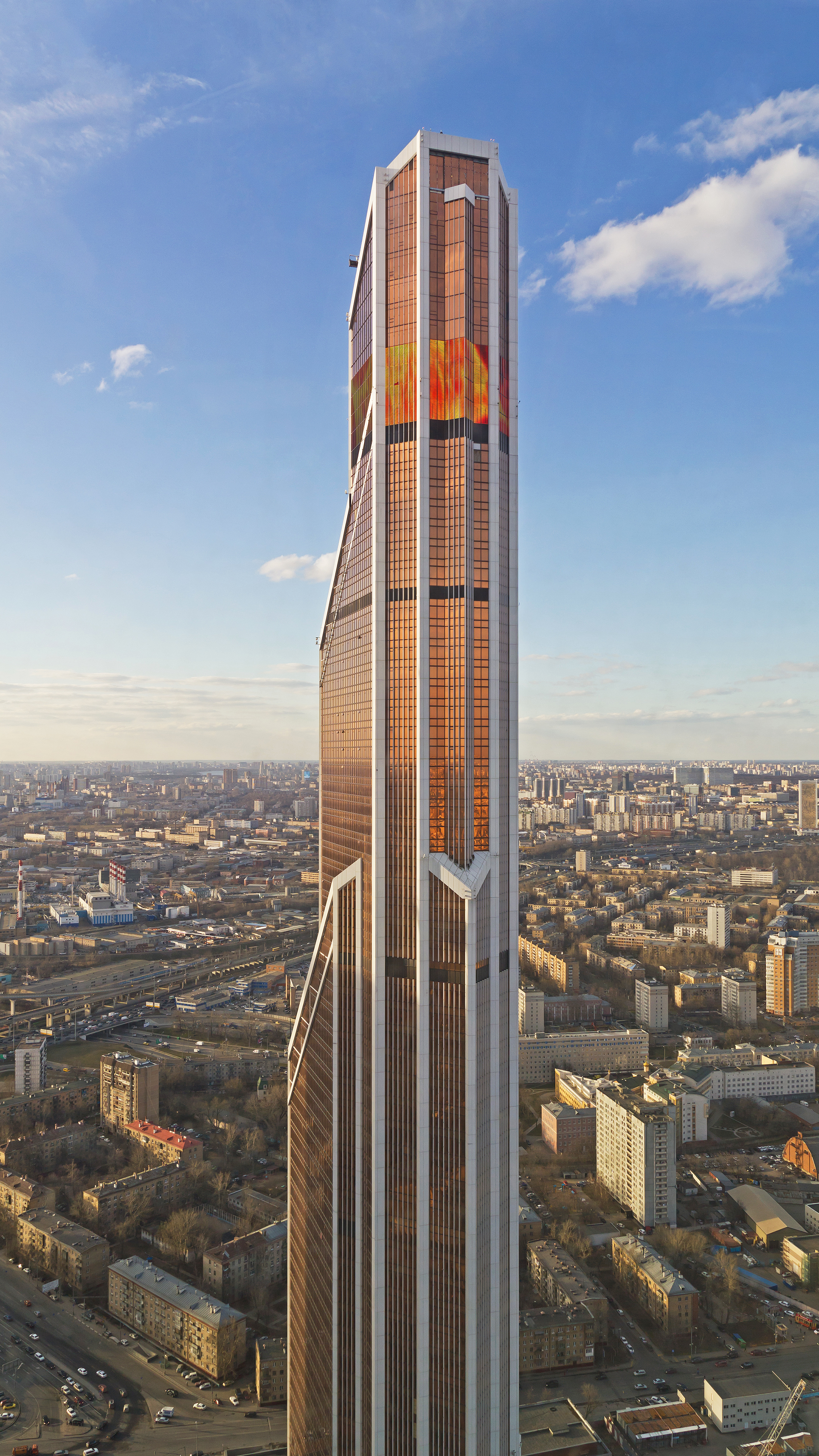
il Mercury City Tower, il quarto grattacielo più alto d'Europa a Mosca

Il primo stato ad attuare la costruzione di grattacieli veri e propri fu la Russia che in piena guerra fredda voleva dimostrare il proprio potenziale ingegneristico. Così vennero dapprima costruiti alcuni edifici di notevole altezza chiamati Sette Sorelle che furono i primi edifici ad essere costruiti su suolo europeo ad avere il titolo di grattacielo. In seguito nel paese venne costruita la Torre di Ostankino, ancora oggi la struttura autoportante più alta d'Europa. Sul finire del XX secolo e con la caduta del regime comunista si avviarono la costruzione di nuovi grattacieli come il Triumph Palace e l'Eurasia. Gli ultimi grattacieli costruiti (nell'ordine Mercury City Tower, OKO Tower sud, Federation Tower est e Lachta-centr) sono tuttora gli edifici più alti del paese e gli edifici più alti d'Europa.

### Italia

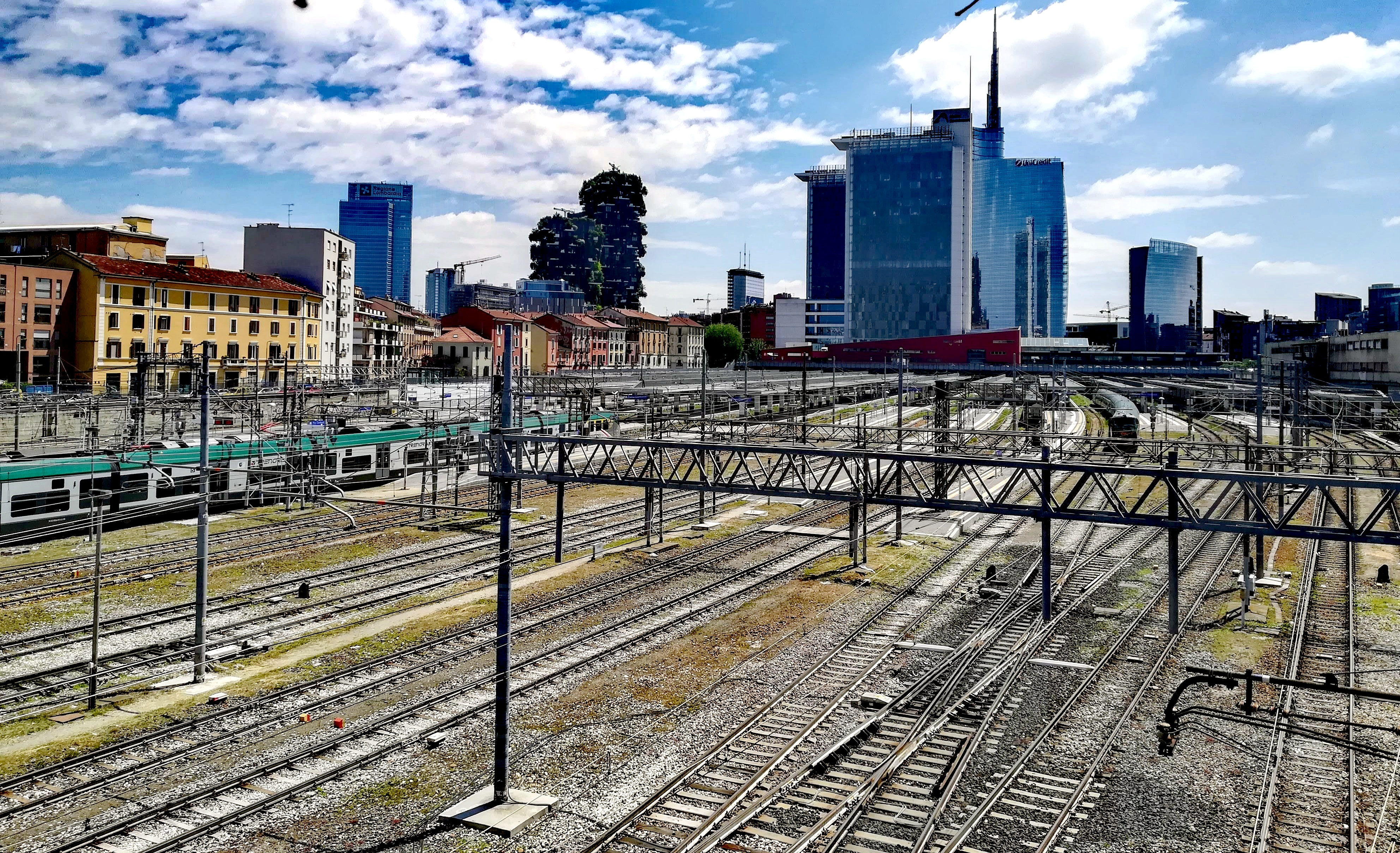
Skyline del nuovo centro direzionale Meneghino catturato nel 2019.

Il primo grattacielo costruito in Italia è il Torrione INA di Brescia, completato nel 1932 e progettato da Marcello Piacentini, mentre il primo grattacielo italiano ad aver superato i 100 m è la torre Piacentini di Genova, del 1940; e nella lista dei primi grattacieli, nel 1954, anno di costruzione della Torre Breda di Milano e dell'Ambassador's Palace Hotel a Napoli. Tra gli anni ottanta e novanta, nell'ambito di una vasta opera di riqualificazione di un'area dismessa di Poggioreale, quartiere di Napoli, si è vista la costruzione del primo gruppo di grattacieli d’Italia e dell’Europa meridionale: il Centro Direzionale di Napoli con circa 15 grattacieli, di altezza compresa tra i 129 e i 70 m. L'edificio moderno più alto d'Italia al tetto (high to roof), ultimato nel 2015, è la Torre Isozaki di Milano alta 209 metri, mentre il più in alto in assoluto (grazie ad una guglia o spire di 85 m) è la Torre UniCredit con i suoi 231 m, situata sempre a Milano ed inaugurata nel 2012. Risale invece al 1889 la Mole Antonelliana di Torino, che raggiunge i 167,5 metri.
La Torre Isozaki, costruita all'interno del vasto progetto di riqualificazione dell'ex area fiere di Milano CityLife, supera così i 161 metri del Palazzo Lombardia che nel 2010 aveva superato la torre Telecom Italia presente nel centro direzionale di Napoli, ultimata nel 1994, alta 129 metri (per 33 piani) e sede distaccata dell'omonima impresa e il grattacielo Pirelli di Milano con i suoi 32 piani distribuiti nei 127 metri di un elegante struttura "lamellare" in calcestruzzo concepita dall'architetto Gio Ponti, all'epoca della sua costruzione il grattacielo in calcestruzzo armato più alto d'Europa e il terzo nel mondo.
Il 10 aprile 2015 viene inaugurato a Torino, il Grattacielo intesa Sanpaolo (architetto Renzo Piano), alto 166,26 metri con i suoi 38 piani. Sempre a Torino, il 14 Ottobre 2022, venne inaugurato il grattacielo della Regione Piemonte, alto 209 metri e con 42 piani.

### Regno Unito
Il Regno Unito, insieme a Italia e Germania, fu il primo paese ad investire nella costruzione di grattacieli. La prima struttura costruita e considerata tale fu la BT Tower di Londra con l'altezza di 191 metri. Il primo vero grattacielo invece fu la Guys tower, costruita nel 1974. Numerosi nuovi grattacieli sono stati costruiti nell'ultimo decennio in tutto il paese ma soprattutto a Londra che al 2019 conta 39 grattacieli più alti di 100 metri. Tra questi grattacieli i più importanti sono la Tower 42, la HSBC Tower e lo Shard London Bridge che, fino alla BREXIT, era il grattacielo più alto dell'Unione Europea.

### Germania

Francoforte

## Asia

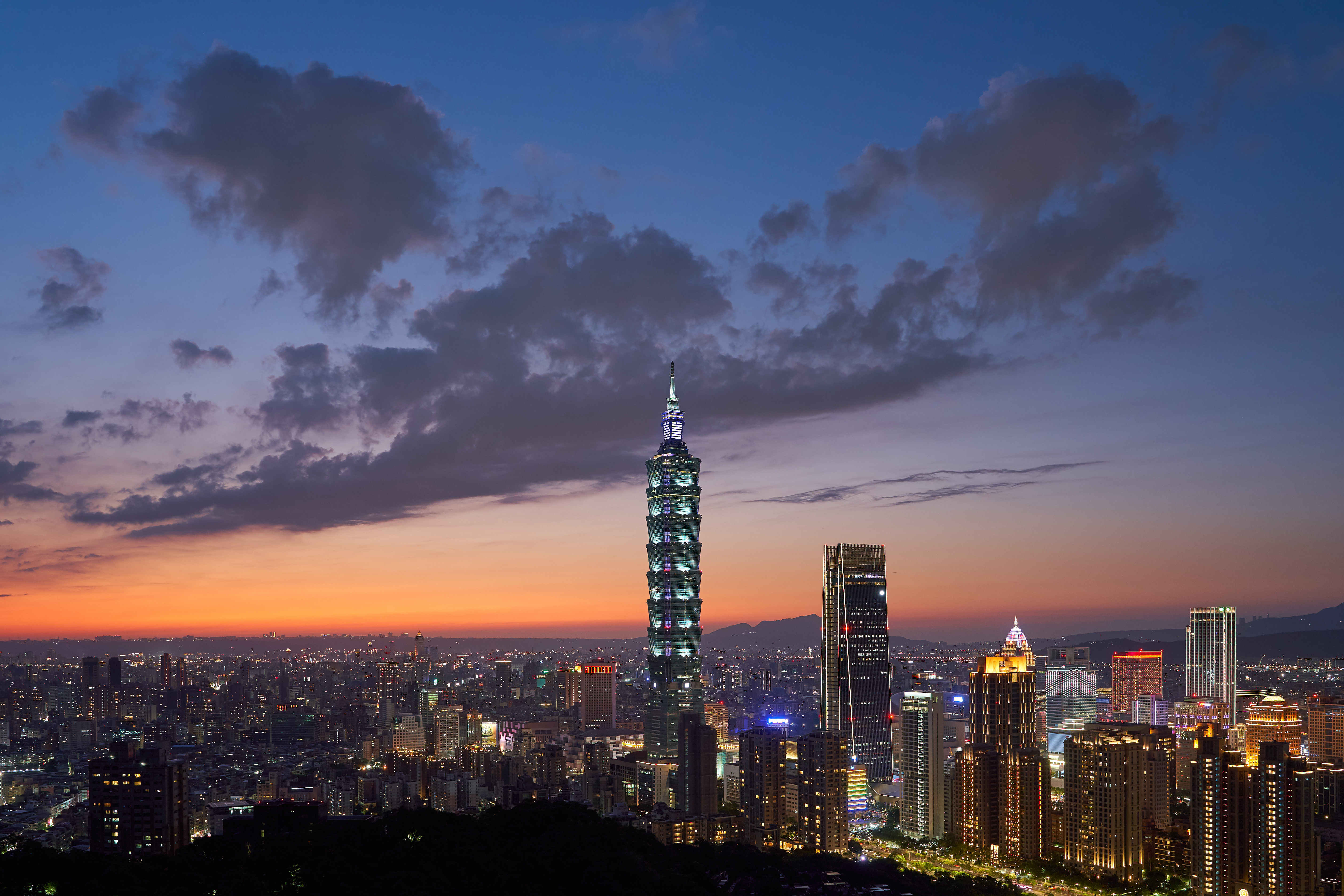
Il Taipei 101 visto da lontano.

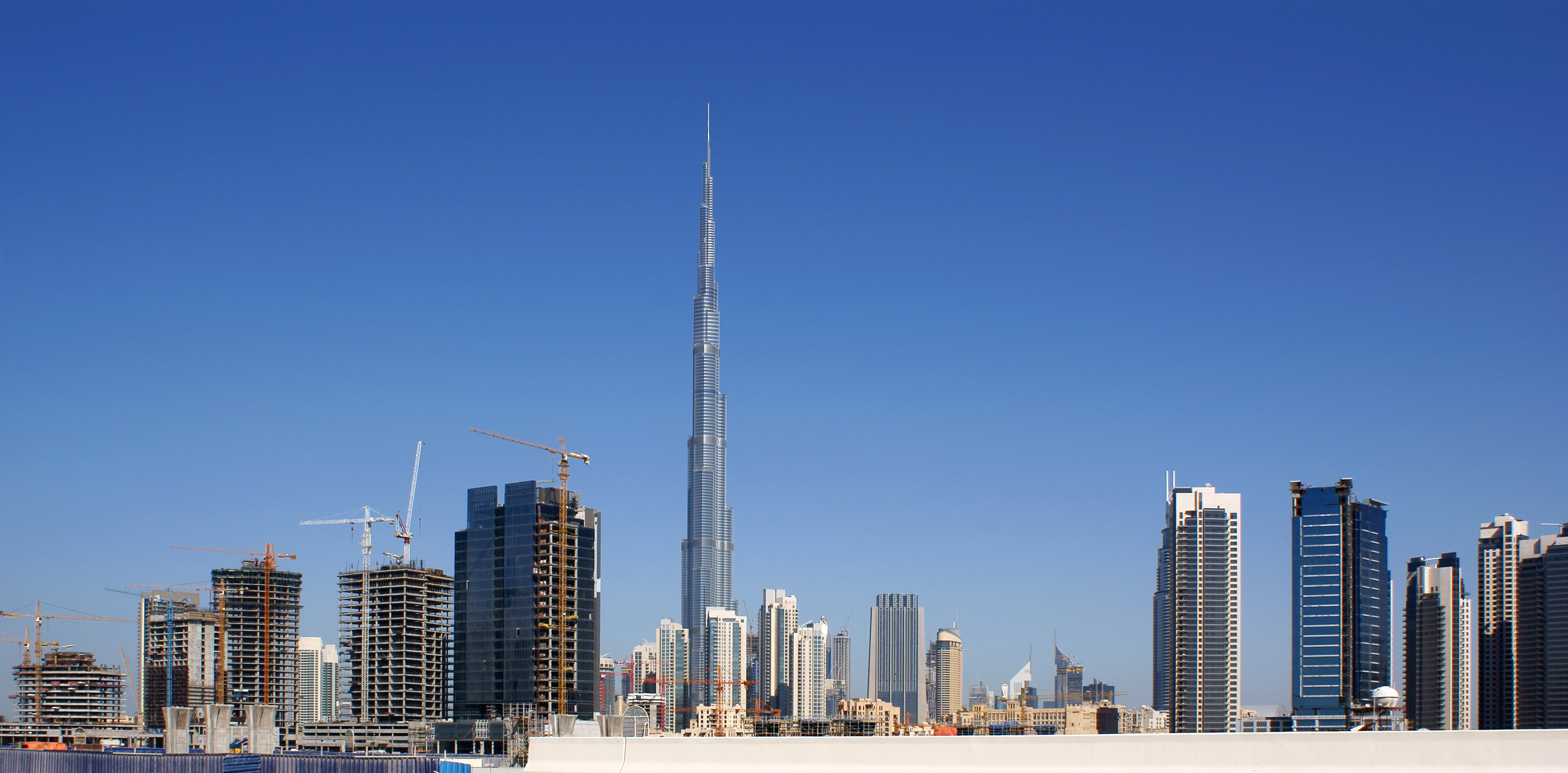
Il Burj Khalifa visto da lontano.

Il Burj Khalifa, inaugurato nel 2010 a Dubai, è attualmente il grattacielo più alto al mondo, considerando sia l'elemento strutturale più elevato, in questo caso le antenne, che arrivano a 829 m, sia l'altezza del tetto che arriva a 636 metri. La sua costruzione è iniziata il 19 settembre 2004; la struttura esterna è stata completata il primo ottobre 2009 ed è stato ufficialmente aperto al pubblico il 4 gennaio 2010. Il Burj Khalifa è il centro di un vasto complesso che si sviluppa nel centro di Dubai, che comprende, tra gli altri, il secondo albergo più alto del mondo.

## Rischi

### Rischi storici[26]
I limiti che hanno sempre ostacolato la costruzione di edifici alti erano principalmente legati alle scarse prestazioni dei materiali da costruzione, la mancanza di ascensori. Prima dell'introduzione dell'acciaio strutturale e del calcestruzzo armato, per le costruzioni si utilizzavano legno e muratura. Il legno, tuttavia, ha una resistenza limitata, mentre la muratura ha un peso relativamente elevato. Un esempio di questa limitazione è il Monadnock Building a Chicago, costruito nel 1891, composto da 17 piani e con un'altezza di 64 metri.

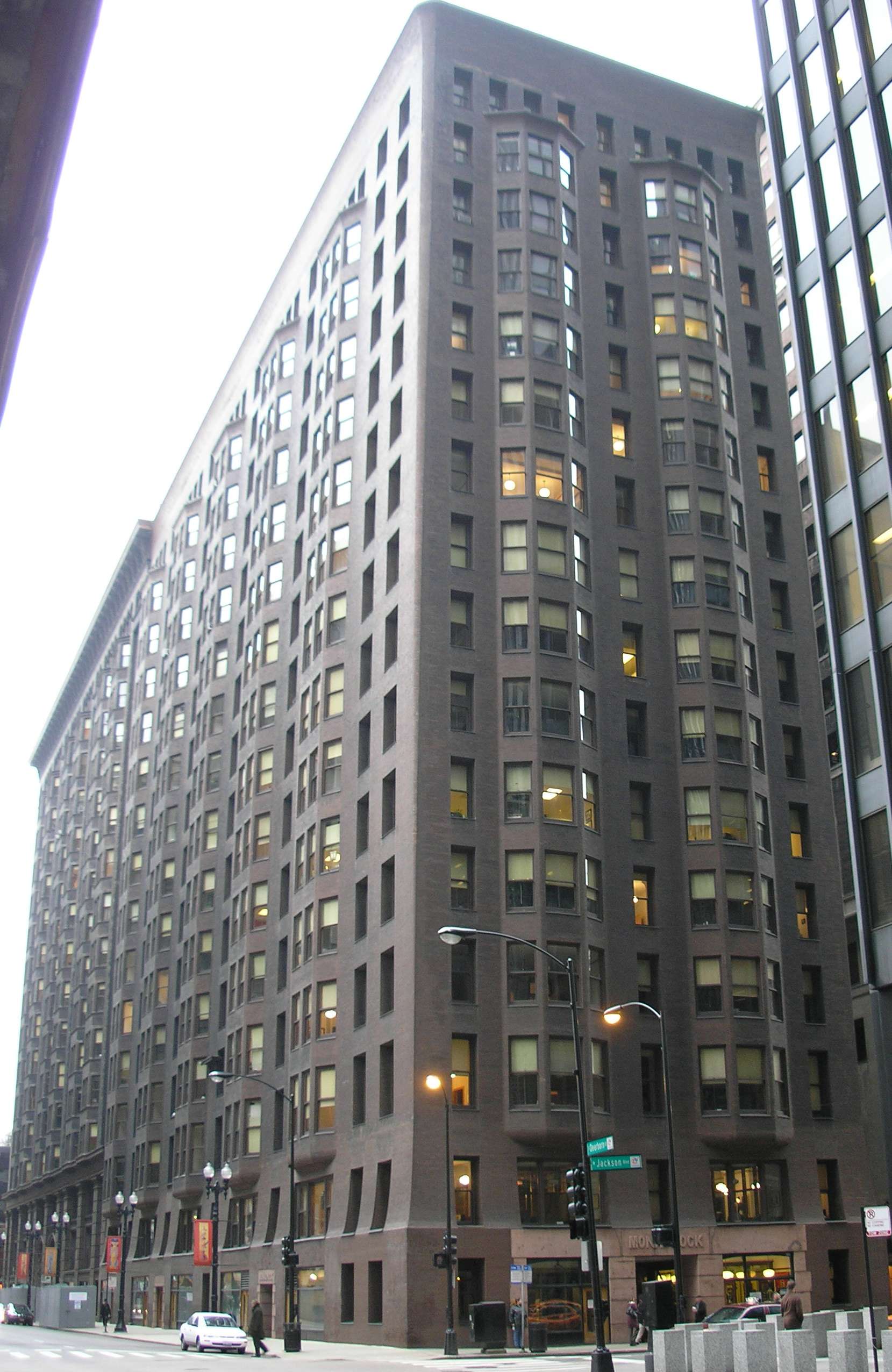
Vista del Monadnock Building, Chicago, Illinois, USA.

Questa struttura si basava sulla capacità portante dei mattoni per resistere ai carichi, ma per raggiungere tale altezza furono necessarie pareti in muratura portanti di 2,13 metri di spessore al livello del suolo, che occupavano il 15% dell'area totale del piano terra. Oggi, invece, esistono tecnologie avanzate che facilitano le attività di costruzione in termini di sicurezza, riduzione dei costi e tempi di completamento. Un'altra limitazione seria era il problema del trasporto verticale prima dell'invenzione degli ascensori, avvenuta nel 1853 grazie a Elisha Otis. Questa invenzione eliminò il vincolo che impediva la costruzione di torri molto alte.

### Rischi legati al vento[27]
Il vento crea sei diverse componenti di forze e momenti su un corpo esposto in tre direzioni ortogonali. L'analisi del vento per un edificio alto si concentra quindi sulle due direzioni orizzontali: vento longitudinale e trasversale (o crosswind). Il fenomeno chiave di cui gli ingegneri strutturali devono preoccuparsi sono i vortici: flussi turbinanti d'aria che si formano ai lati di un edificio quando il vento lo attraversa e le forze che emergono mentre quei vortici si formano e successivamente si staccano dall’edificio. I vortici che si formano e si staccano da edifici alti possono persistere abbastanza a lungo da influenzare edifici vicini. Quando un vortice si forma sul lato di un edificio, crea una forza di aspirazione. La forza generata da un singolo vortice non è grande. Il potenziale problema è che i vortici tendono a formarsi in schemi ben organizzati e a far oscillare l’edificio mentre si staccano alternativamente da ciascun lato. Il conseguente flusso di vortici staccati è chiamato strada dei vortici di Kármán, in onore del fisico Theodore von Kármán.

## Ambiente
Secondo lo studio "Disaccoppiare la densità dall'altezza nell'analisi del ciclo di vita delle emissioni di gas serra delle città" (il termine originale "decoupling" si riferisce alla rottura del collegamento tra crescita economica e danni ambientali) pubblicato sulla rivista Nature nel 2021, una catena di grattacieli genera il 140% in più di emissioni totali rispetto a un'area con edifici più bassi con lo stesso numero di abitanti.
La ragione di ciò è che i grattacieli richiedono strutture più pesanti, fondamenta più spesse e un maggiore utilizzo di materiali con un’impronta di carbonio più elevata rispetto agli edifici più bassi.
In epoca moderna sono stati sviluppati grattacieli a basso impatto ambientale.